# シモツケ亜科
シモツケ亜科（シモツケあか、Spiraeoideae）はバラ科の亜科の1つ。ただし、現在の分類ではあまり使われない。
古典的なシモツケ亜科は、系統的には、リンゴ亜科 Maloideae（あるいはナシ亜科 Pyroideae）やサクラ亜科（モモ亜科 Amygdaloideae あるいはスモモ亜科 Prunoideae）を内包する側系統だった。そのため、それらは全て1亜科に統合された。その新しい亜科の名は当初シモツケ亜科とされたが、Spiraeoideae Arn. (1832) より Amygdalaceae Marquis (1820) が先行していたことから、サクラ亜科（モモ亜科）Amygdaloideae が使われるようになった。
古典的なシモツケ亜科は、シモツケ、ユキヤナギ、コデマリなどを含んでいた（シモツケソウはシモツケ亜科ではなくバラ亜科）。クロンキストなどによりシモツケ亜科に入れられていたキラヤ属は、現在は独立のキラヤ科（マメ科に近い）とされている。

## 特徴
すべて低木。心皮は2ないし5個が離生し子房上位。果実は袋果または蒴果で種子を数個含む。

## 属
現在の連に分けて記す。シモツケ亜科の古典的な連分類は細部が一定しなかったが、これと大きくは違わない。
※ は学説によってはシモツケ亜科から外されていた属。

### ネイリア連
- テマリシモツケ属（フィソカルプス属） Physocarpus
- ネイリア属 Neillia
- コゴメウツギ属 Stephanandra - コゴメウツギ

### ヤナギザクラ連の一部
- ヤナギザクラ属（エクソコルダ属） Exochorda ※モモ亜科（サクラ亜科）とも

### ホザキナナカマド連
- Adenostoma ※バラ亜科とも
- ホザキナナカマド属 Sorbaria
- Chamaebatiaria
- Spiraeanthus

### シモツケ連
- ヤマブキショウマ属 Aruncus - ヤマブキショウマ
- Kelseya
- Luetkea
- Petrophyton (Petrophytum)
- Sibiraea
- シモツケ属 Spiraea - シモツケ、ユキヤナギ、コデマリ
- Xerospiraea
- Holodiscus

### 連未定（ナシ連に近縁）
- ギレニア属 Gillenia